# 미셸 리 (교육자)
미셸 리(Michelle Rhee, 1969년 12월 25일 - ) 또는 한국명 이양희는 미국 워싱턴 D.C.의 교육감이자 뉴 티처 프로젝트의 창립자이다. 그녀의 부모님은 1960년대에 한국에서 미국으로 건너왔다. 그녀는 오하이오주의 톨레도에서 자랐고 1992년에 코넬 대학교를 졸업하였으며, 하버드 대학교 케네디 대학원에서 공공정책학 석사과정(Master of Public Policy)을 수료하였다. 2007년 6월에 워싱턴 D.C.의 교육감이 되어 공교육 개혁을 추진했고 2010년 10월에 사퇴하였다.

## 같이 보기
- 차터 스쿨